# Isla de la Juventud
Isla de la Juventud (spansk: Ungdomsøen) er den største af Cubas øer efter selve Cuba. Isla de la Juventud er en kommune, men hører ikke til nogen af de 15 provinser på Cuba. Dens areal er 2419.27 km², og har en befolkning på 86.559. I daglig cubansk tale kaldes øen også for La Isla.
I den nordlige og østlige del af øen dyrkes citrus og bananer. Der er også et omfattende fiskeri fra øen. I den sydlige del af øen er der krokodillefarme.
Det er kun muligt at komme med fly eller færge fra Cuba. Der afgår fra Havanna 3 daglige fly ture til øen, med færge tager det mellem 3 og 4 timer at nå øen.

## Historie
Der findes omkring 235 hulemalerier på øen, som menes at være udført for 2800år siden af tidligere indbygger på øen. Den oprindelige befolkning på øen kaldte den for Siguanea.
På Christoffer Columbus anden rejse til «Den nye verden» i juni 1494, gik Columbus i land på øen, han kaldte den for La Evangelista og krævede rettighederne for øen til Spanien.
Øen er også et kendt tilholdssted for pirater. Både Francis Drake, John Hawkins, Thomas Baskerville og Henry Morgan holdt til på øen. Gamle historier fortæller om at der skulle være en pirat skat skjult på øen.
Efter Den spansk-amerikanske krig(1888-1898) måtte Spanien afstå øen og også til Cuba, men øen var ikke nævnt i den såkaldte Parti-aftale. USA og Cuba var uenige om hvem øen virkeligt tilhørte, men i 1907 besluttede højesteret i USA at det ikke var USAs ø. Der kom først i 1925 en aftale om øen imellem Cuba og USA.
I 1978 skiftede øen navn fra «Isla de Pinos» til «Isla de la Juventud».
- Wikimedia Commons har flere filer relateret til Isla de la Juventud

21°45′N 82°51′V / 21.75°N 82.85°V